# Carjacked
Carjacked est un film américain réalisé par John Bonito, produit en 2010 et sorti en salles aux États-Unis en 2011.

## Synopsis
En Louisiane, Lorraine Burton et son jeune fils Chad sont pris en otage par Roy, un braqueur de banque en cavale.

## Fiche technique
- Titre : Carjacked
- Réalisation : John Bonito
- Écrit par Michael Compton et Sherry Compton
- Musique : Bennett Salvay
- Pays de production :  États-Unis
- Genre : Thriller
- Durée : 86 minutes
- Dates de sortie :
  - États-Unis : 22 novembre 2011
  - France : 3 avril 2012

## Distribution
- Stephen Dorff : Roy
- Maria Bello : Lorraine Burton
- Joanna Cassidy : Betty
- Robert Peters : Orville
- Connor Hill : Chad (le fils de Lorraine Burton)
- Michael Arata : Trucker
- Lily Solange Hewitt : Lily
- Jeff Joslin : Gary
- Catherine Dent : thérapeute
- Gary Grubbs : député
- Jay Amor : officier de police
- Tim Griffin : policier
- Angelle Brooks : juge
- Kristen Kerr : jeune mère

## Autour du film
- Le film a été tourné à Bâton-Rouge, la capitale de l'État de Louisiane, dans le sud des États-Unis